# Satakunta artilleriregemente
Satakunta artilleriregemente (SATAR) eller Satakunnan tykistörykmentti (SATTR) är ett artilleriregemente inom finländska armén som verkat i olika former sedan 1918. Förbandsledningen är förlagd inom Niinisalo garnison i Niinisalo, Kankaanpää.

## Historik
Satakunta artilleriregemente bildades efter frihetskriget den 11 november 1918 som Tavastlands fältartilleriregemente 1. Den 7 maj 1919 antog regementet namnet Fältartilleriregemente 1. Åren 1918–1934 var regementet huvudsakligen stationerat i Tusby, men från 1934 och framåt var det helt och hållet belägen i Tavastehus. Regementet utbildade sig i Villmanstrand och Perkjärvi, som utgjorde huvudlägerområdet från 1920 och framåt. Från 1935 kom regementet att förläggas till det som kom att utvecklas till Niinisalo garnison.
Efter andra världskriget formerades den finländska artilleriet på fyra regementen, vilka 1952 reducerades till tre regementen, en jägarartillerisektion och två brigadsektioner. År 1956 erhöll regementena sina landskapsbeteckningar. År 1977 bestod artilleriet av Österbottens artilleriregemente i Uleåborg, Satakunda artilleriregemente i Niinisalo och Karelens artilleriregemente i Vekaranjärvi, samt fem fristående sektioner, av vilka en var knuten till Nylands brigad, en till Kajanalands brigad och en till Pansarbrigaden (Jägarbatteriet i Tavastehus). Å
Åren 1969–2001 var Försvarsmaktens internationella center en del av Satakunda artilleriregemente. År 2001 avskildes centret och blev en självständig organisation inom Försvarsmakten.
Åren 1992–2014 var Satakunda artilleriregemente en del av Artilleribrigaden i Niinisalo. År 2014 upplöstes Artilleribrigaden och Satakunda artilleriregemente överfördes den 1 januari 2015 till att bli en del av Björneborgs brigad. Niinisalo garnison övergick från artillerigarnison till utbildningscentrum för flera typer av vapenslag, när infanteritruppernas utbildningsuppgifter kom vid sidan av artilleri- och flygspaningssystem.

## Heraldik och traditioner
Satakunta artilleriregemente värnar om traditionerna från AR 1 och den efterföljande AR 2 och Artilleribrigaden.

## Förbandschefer
Förbandschefen tituleras regementschef och har sedan 1992 tjänstegraden överstelöjtnant. 

- 1918–1921: Överstelöjtnant Lauri Malmberg
- 1921–1939: Överste Gunnar Erik Melin
- 1944–1946: Överste Elias Viktor Simolin
- 1946–1952: Överste Jarl Edgren
- 1952–1955: Överste Paavo Palletvuori
- 1955–1959: Överste Heimo Hukki
- 1959–1964: Överste Aimo Mattila
- 1964–1966: Överste Martti Rintanen
- 1966–1975: Överste Arvo Räisänen
- 1975–1978: Överste Matti Vanonen
- 1978–1980: Överste Pertti Ylätupa
- 1980–1985: Överste Reijo Kuusisto
- 1985–1988: Överste Ilkka Ranta
- 1988–1990: Överste Pertti Rairama
- 1990–1992: Överste Raimo Kaukonen
- 1992–1993: Överstelöjtnant Osmo Olkkonen
- 1993–1997: Överstelöjtnant Raimo Koskela
- 1997–2001: Överstelöjtnant Tapio Luukkainen
- 2001–2004: Överstelöjtnant Aki Sihvonen
- 2004–2007: Överstelöjtnant Jari Rankila
- 2007–2010: Överstelöjtnant Heikki Roitto
- 2010–2012: Överstelöjtnant Pertti Holma
- 2012–2015: Överstelöjtnant Paavo Keskiruusi
- 2015–2017: Överstelöjtnant Jarmo Kiikka
- 2018–2019: Överstelöjtnant Antti Pirinen
- 2020-2022: Överstelöjtnant Nikolai Votshenko
- 2022–20xx: Överstelöjtnant Pekka Kinnunen

## Namn, beteckning och förläggningsort
| Tavastlands fältartilleriregemente 1 | 1918-11-11 | – | 1919-05-06 |
| Fältartilleriregemente 1             | 1919-05-07 | – | 1952-??-?? |
| Fältartilleriregemente 2             | 1952-??-?? | – | 1956-12-31 |
| Satakunta artilleriregemente         | 1957-01-01 | – |            |

| AR 1  | 1918-11-11 | – | 1952-??-?? |
| AR 2  | 1952-??-?? | – | 1956-12-31 |
| SATAR | 1957-01-01 | – |            |

| Niinisalo garnison (F) | 1935-??-?? | – |  |

### Översättningar
Den här artikeln är helt eller delvis baserad på material från finskspråkiga Wikipedia, Satakunnan tykistörykmentti, 12 maj 2023.
Den här artikeln är helt eller delvis baserad på material från finskspråkiga Wikipedia, Tykistöprikaati, 12 maj 2023.